# Miroslav Šmajda
Miroslav Šmajda, znany również pod pseudonimem Max Jason Mai (ur. 27 listopada 1988 w Koszycach) – słowacki piosenkarz, gitarzysta, pianista i producent muzyczny.
Wokalista zespołów Terrapie i MaxJMai. Zdobywca drugiego miejsca w pierwszej edycji programu Česko Slovenská Superstar (2009). Reprezentant Słowacji w 57. Konkursie Piosenki Eurowizji (2012).

## Dyskografia
Albumy studyjne
- Čo sa týka lásky (2010)[2]
- mirosmajda.com (2013)[3]
- Terrapie (2015)[4]